# 法利德果德縣

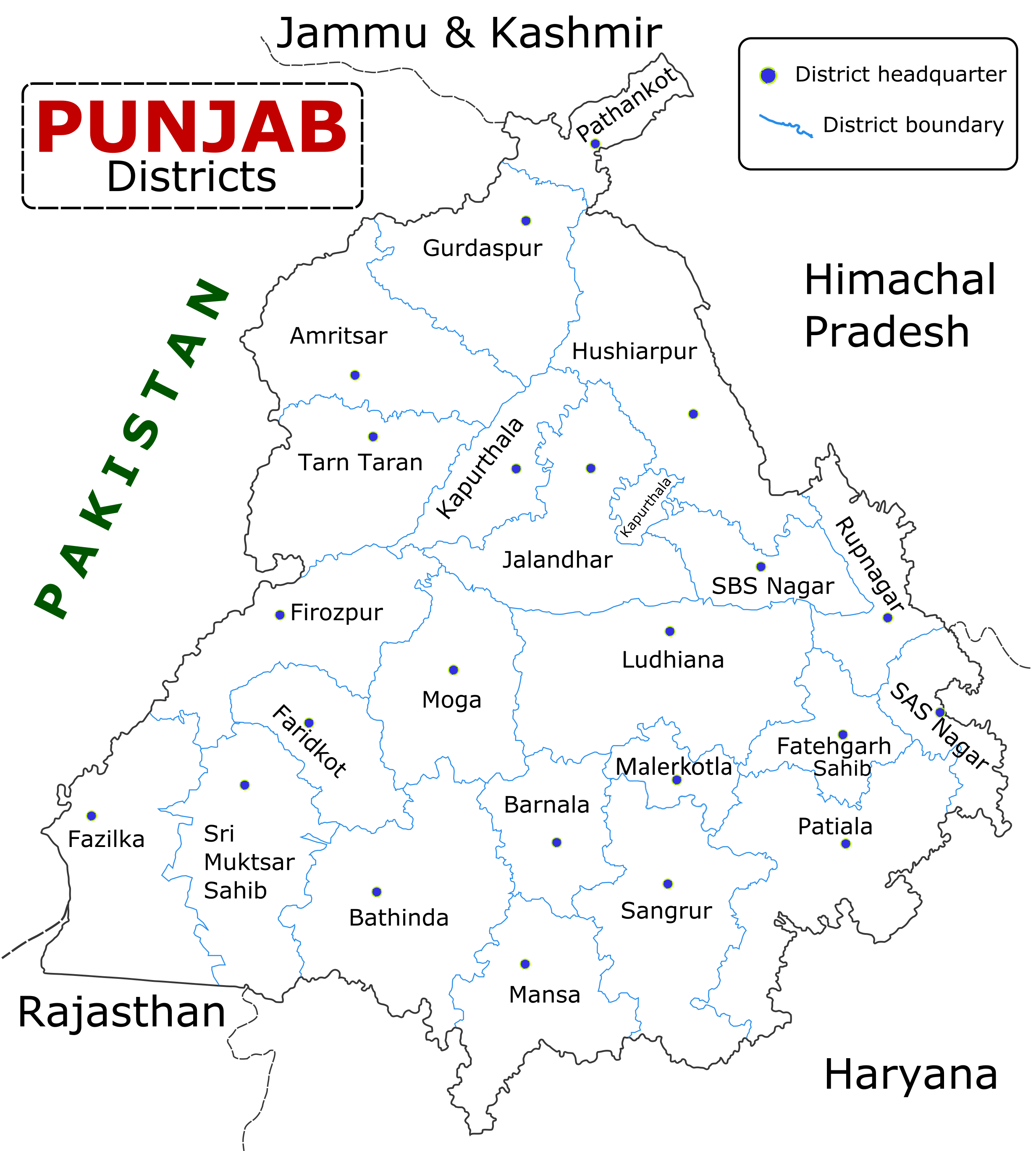

法利德果德縣是印度的一個縣，位於該國西北部，由旁遮普邦負責管轄，面積1,472平方公里，識字率為70.6%，2011年人口618,008，人口密度每平方公里420人。
30°40′12″N 74°45′36″E / 30.67000°N 74.76000°E